# Igal Avidan
Igal Avidan (hebräisch יגאל אבידן; * 1962 in Tel Aviv) ist ein israelischer Autor und Journalist. Avidan lebt seit 1990 in Berlin.

## Leben
Avidan studierte Englische Literatur und Informatik in Ramat Gan sowie Politikwissenschaft in Berlin. Seit 1990 arbeitet er für verschiedene israelische Zeitungen, Hörfunksender und Nachrichtenagenturen sowie als freier Autor und Kolumnist zum Thema Nahost u. a. für die Süddeutsche Zeitung, die Neue Zürcher Zeitung, Cicero, die Frankfurter Rundschau, die Berliner Zeitung, den Tagesspiegel, die Welt und das Handelsblatt. Für unterschiedliche Organisationen wie die Bundeszentrale für politische Bildung und die Deutsch-Israelische Gesellschaft hält er Vorträge über Israel und den Friedensprozess im Nahen Osten.

## Veröffentlichungen
- Israel: Ein Staat sucht sich selbst. München 2008, ISBN 978-3-7205-3046-0.
- Mod Helmy. Wie ein arabischer Arzt in Berlin Juden vor der Gestapo rettete. München 2017, ISBN 978-3-423-28146-1.
- »... und es wurde Licht!« Jüdisch-arabisches Zusammenleben in Israel. Berlin 2023, ISBN 978-3-949203-59-6.